# Carlos Caszely
Caszely  Garrido est un nom espagnol. Le premier nom de famille, en général paternel, est Caszely ; le second, en général maternel, souvent omis, est Garrido.
Carlos Humberto Caszely Garrido, né le 5 juillet 1950 à Santiago, est un footballeur chilien, surnommé El Chino ou El Rey del Metro Cuadrado.

## Biographie
Attaquant, Caszely a disputé 49 matches et marqué 29 buts sous le maillot de la sélection chilienne, entre 1969 et 1985. Il a disputé la coupe du monde 1974 et la coupe du monde 1982.
En Copa Libertadores, il disputa 36 matchs et marqua 16 buts, il fit partie de l'équipe de Colo Colo qui échoua en finale 1973. Lors de cette édition, il finit meilleur réalisateur.
Il gagna 5 fois le championnat chilien avec Colo Colo en 1970, 1972, 1979, 1981 et 1983. Il fut également trois fois consécutivement meilleur réalisateur du championnat chilien (1979, 1980 et 1981). 
Il est considéré comme l'un des meilleurs joueurs chiliens de l'histoire, au même titre que Elias Figueroa, Iván Zamorano, Marcelo Salas ou Leonel Sánchez.
De plus, sa proximité avec la gauche chilienne, interdite, lui valut l'affection du peuple souffrant de la dictature. Caszely fut un des rares footballeurs d'envergure à s'opposer ouvertement à la dictature de Pinochet. Lors du départ de la sélection chilienne pour la coupe du monde 1974, il refusa de saluer Pinochet. Ce geste fit le tour du monde, mais lorsque, quelques jours plus tard, Caszely apprend que sa mère a été enlevée - il apprendra plus tard qu'elle allait être torturée par les militaires -, il ne peut s'empêcher de faire le rapprochement avec l'affront qu'il a fait subir à Pinochet.
En 1988, il figure dans un clip de campagne appelant la population à voter « non » au plébiscite qui devait décider du maintien au pouvoir de Pinochet.
Plus anecdotique, il est le premier joueur de l'histoire à qui l'on adressa un carton rouge pour signifier son exclusion. C'était le 14 juin 1974 à Berlin lors de la coupe du monde en Allemagne, à la 67e minute de la rencontre du premier tour RFA - Chili. L'arbitre était le turc Doğan Babacan.

## Statistiques

### En sélection nationale
| Saison                | Sélection             | Phases finales        | Phases finales | Phases finales | Éliminatoires CDM | Éliminatoires CDM | Matchs amicaux | Matchs amicaux | Total | Total |
| Saison                | Sélection             | Compétition           | M              | B              | M                 | B                 | M              | B              | M     | B     |
| --------------------- | --------------------- | --------------------- | -------------- | -------------- | ----------------- | ----------------- | -------------- | -------------- | ----- | ----- |
| 1969                  | Chili                 | -                     | -              | -              | -                 | -                 | 1              | 0              | 1     | 0     |
| 1970                  | Chili                 | -                     | -              | -              | -                 | -                 | 2              | 0              | 2     | 0     |
| 1972                  | Chili                 | -                     | -              | -              | -                 | -                 | 7              | 6              | 7     | 6     |
| 1973                  | Chili                 | -                     | -              | -              | 4                 | 0                 | 6              | 7              | 10    | 7     |
| 1974                  | Chili                 | Coupe du monde 1974   | 2              | 0              | -                 | -                 | 1              | 0              | 3     | 0     |
| 1979                  | Chili                 | Copa América 1979     | 7              | 3              | -                 | -                 | -              | -              | 7     | 3     |
| 1980                  | Chili                 | -                     | -              | -              | -                 | -                 | 1              | 0              | 1     | 0     |
| 1981                  | Chili                 | -                     | -              | -              | 3                 | 2                 | 7              | 7              | 10    | 9     |
| 1982                  | Chili                 | Coupe du monde 1982   | 2              | 0              | -                 | -                 | 2              | 1              | 4     | 1     |
| 1985                  | Chili                 | -                     | -              | -              | 3                 | 2                 | 1              | 1              | 4     | 3     |
| Total sur la carrière | Total sur la carrière | Total sur la carrière | 11             | 3              | 10                | 4                 | 28             | 22             | 49    | 29    |

## Palmarès
- Copa Libertadores :
  - Finaliste : 1973.
- Championnat du Chili :
  - Vainqueur : 1970, 1972, 1979, 1981 et 1983.
- Championnat du Chili :
  - Vainqueur : 1981, 1982, 1985.

### Distinctions
- Meilleur buteur du championnat chilien : 1979, 1980 et 1981[10]
- Meilleur buteur de la Copa Libertadores : 1973[8]

### Statistiques
- Championnat : 342 matchs, 175 buts[15]
- Équipe du Chili : 49 matchs, 29 buts[3]
- Copa Libertadores : 36 matchs, 16 buts[6]
- Total de compétitions officielles : 427 matchs, 220 buts soit 0,51 but par match.